# حريش بني
الحَرِيش البُنّيّ (بالإنجليزية: Lithobius forficatus)‏ نوع حيوانات من طائفة مئويات الأرجل (أم أربع وأربعين)، لونه بني كستنائي، يبلغ طوله بين 18 و30 مم وعرضه نحو 4 مم. موطنه الأصلي هو أوروبا وشمال أفريقيا، غير أنه صار بفعل الإنسان موجودًا في كامل العالم.